# Thorvald Stoltenberg
Thorvald Stoltenberg (Oslo, 8 de julio de 1931-Ib., 13 de julio de 2018) fue un diplomático y político noruego.

## Biografía
En su juventud se destacó por su coraje; ayudó a muchos refugiados húngaros que huían de la invasión soviética en 1956, y llegó al extremo de arriesgar su propia vida en una riada. Uno de sus compañeros de rescate, el estadounidense Barry Farber, llamó a esto el mayor acto de coraje que hubiera visto en su vida. Stoltenberg mantuvo esta historia en secreto hasta que, en diciembre de 2006, Farber la reveló en el programa televisivo noruego Først & sist. 
En 1979 se integró al gabinete de Odvar Nordli como ministro de Defensa, permaneciendo en el cargo hasta 1981. Entre 1989 y 1990 fue embajador noruego ante las Naciones Unidas. Fue ministro de Relaciones Exteriores de Noruega durante dos periodos (1997-2000 y 2001-2005).

## Vida personal
Se casó con Karin Heiberg (1931-2012), quien fuese activista política y genetista, y con la que tuvo tres hijos: Camila Stoltenberg —n. 1958, física e investigadora y directora general del Instituto Noruego de Salud Pública—, Jens Stoltenberg —n. 1959, actual Secretario general de la Organización del Tratado del Atlántico Norte (OTAN) y anteriormente primer ministro de Noruega entre 2005 y 2013 y ministro de Economía entre 1996 y 1997— y Nini Stoltenberg —1963-2014, personalidad televisiva de Noruega famosa por su adicción a las drogas—.